# Krass Klassenfahrt
Krass Klassenfahrt ist eine deutsche Webserie, die eine komödiantische und satirische Adaption von Scripted-Reality-Soaps darstellt. Die Idee zur Serie stammt von den Webvideoproduzenten Jonas Ems und Jonas Wuttke.
Die neunte Staffel wurde am 4. Dezember 2020 auf dem Video-on-Demand-Anbieter Joyn veröffentlicht. Im Januar 2021 wurde bekanntgegeben, dass die Serie bis einschließlich einer 13. Staffel verlängert werde. Die zwölfte Staffel begann am 8. Oktober 2021 auf YouTube. Die 13. und letzte Staffel wurde ab dem 7. Dezember 2021 auf YouTube veröffentlicht. Im Jahr 2024 begann die erste Staffel der neuen Generation von Krass Klassenfahrt.

## Inhalt

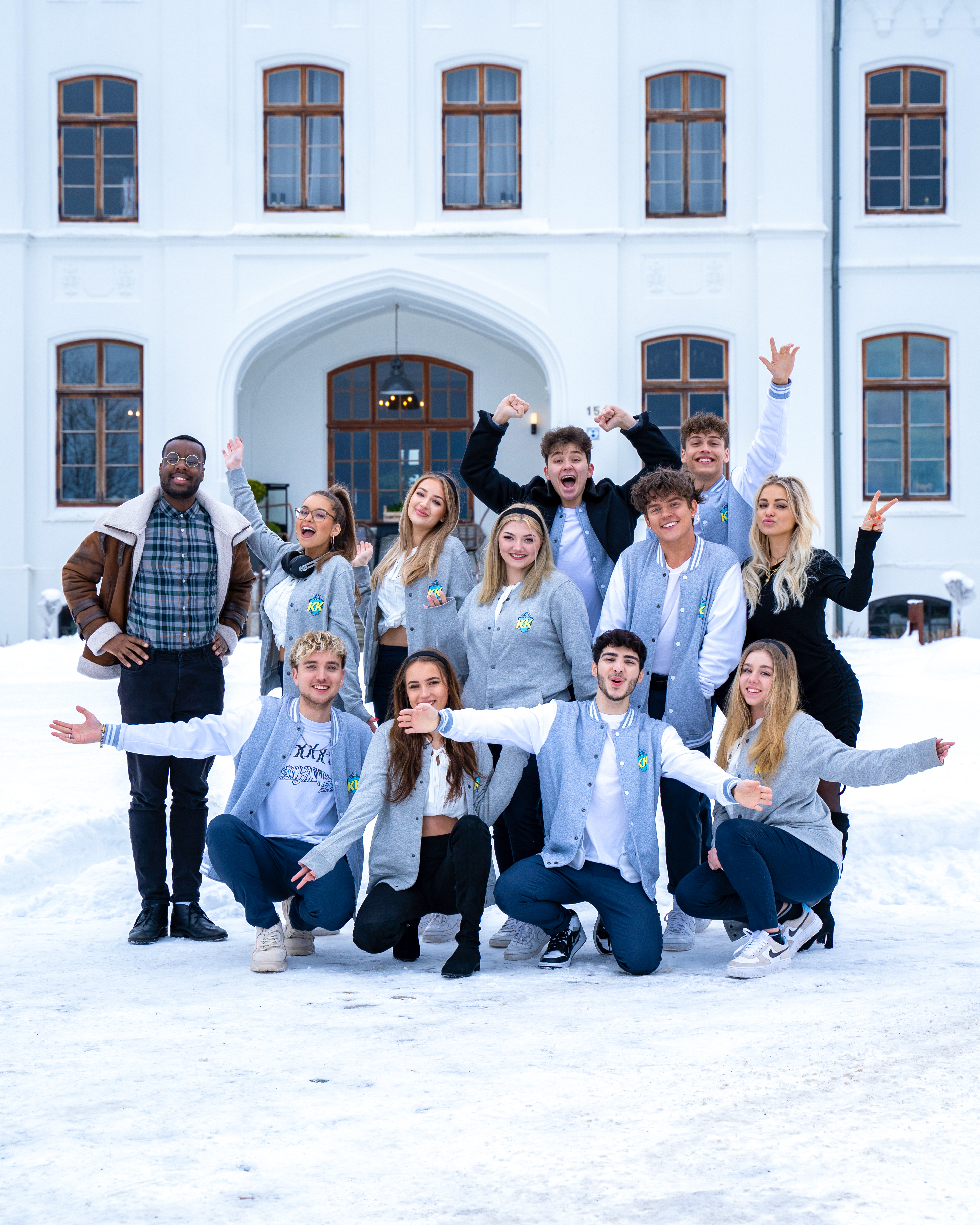
Klassenfoto aus Staffel 10

Im Zentrum der Serie stehen Schülerinnen und Schüler einer zwölften Klasse, die auf einer mehrtägigen Klassenfahrt sind, und ihre dortigen Erlebnisse. Im Stile einer Scripted Reality sind die Szenen dokumentarisch stark übertreibend und etwas verspottend nachgeahmt.
Krass Klassenfahrt ist eine Parodie verschiedener Scripted-Reality-Soaps, wie z. B. Krass Schule – Die jungen Lehrer.
Jede Szene beginnt mit einem Establishing Shot. Dabei werden die Außenaufnahmen mit Musik aus der aktuellen Musikcharts unterlegt. Anschließend wird eine Spielszene gezeigt, die durch ein Interview mit einer handelnden Person abgeschlossen wird.

## Besetzung
Die Besetzung besteht hauptsächlich aus Influencern, die auf verschiedenen Internetplattformen aktiv sind.
| Darsteller                                            | Rolle             | Staffel             | Zeitraum   |
| ----------------------------------------------------- | ----------------- | ------------------- | ---------- |
| Jonas Ems                                             | Kenneth           | 1–3, 6, 13          | 2019–2021  |
| Jonas Ems                                             | McLarry           | 4–5, 11–13          | 2019–2021  |
| Jonas Ems                                             | Cringe Timmy / TJ | 6–9                 | 2019–2021  |
| Jonas Ems                                             | Jonas Ems         | 10                  | 2019–2021  |
| Jonas Ems                                             | Luke              | 1 / 2. Generation   | 2024       |
| Jonas Wuttke                                          | Zeus              | 1–3                 | 2019–2021  |
| Jonas Wuttke                                          | Jojo              | 4–9, 12–13          | 2019–2021  |
| Jonas Wuttke                                          | Kev               | 10–12               | 2019–2021  |
| Kayla Shyx                                            | Cheyenne          | 1–2                 | 2019       |
| Brandon Rivero                                        | Alberti           | 1–10                | 2019–2021  |
| Nathan Goldblat                                       | Stanley           | 1–13                | 2019–2021  |
| Denise Mascheski alias denise.mski                    | Joleen            | 1, 3, 13            | 2019, 2021 |
| Dalia Mya Schmidt-Foß                                 | Hanna             | 1, 3                | 2019, 2021 |
| Dalia Mya Schmidt-Foß                                 | Elsa              | 10                  | 2019, 2021 |
| Jamie Birell                                          | Georg             | 1–3, 6–7, 9, 11, 13 | 2019–2021  |
| Jamie Birell                                          | Frau Bergen       | 9                   | 2019–2021  |
| Lea Hamm                                              | Anastasia         | 1–3                 | 2019       |
| Gerrit Maybaum                                        | „Pimli“ Drechsler | 1–3, 9, 13          | 2019–2021  |
| Beatrice Maria                                        | Frau Ostermann    | 1–3, 7, 9, 13       | 2019–2021  |
| Maryam Ilenez                                         | Leyla             | 1–3, 13             | 2019, 2021 |
| Nils Gerloff                                          | Fernando          | 1–2, 13             | 2019, 2021 |
| Samuel Benito                                         | Jost              | 1                   | 2019       |
| Samira Oué                                            | Celina            | 2                   | 2019       |
| Ferhat Yildiz                                         | Jürgen            | 2                   | 2019, 2021 |
| Ferhat Yildiz                                         | Harald            | 3, 13               | 2019, 2021 |
| Meli Sunny                                            | Frau Sommer       | 3                   | 2019       |
| Sonny Loops                                           | Carina            | 4–5, 13             | 2019–2021  |
| Can Günaydi                                           | Joel              | 4–5, 13             | 2019–2021  |
| Marie Dahmen                                          | Julia             | 4–5, 13             | 2019–2021  |
| AlexV                                                 | Julian            | 4–5                 | 2019–2020  |
| Anika Teller                                          | Nele              | 4–5                 | 2019–2020  |
| Keanu Rapp                                            | Fly               | 4–12                | 2019–2021  |
| Keanu Rapp                                            | Lino              | 10–12               | 2019–2021  |
| Jennifer Saro                                         | Frau Kalbsfleisch | 4–5                 | 2019–2020  |
| Celina alias ZCLINA                                   | Heidi             | 4–5                 | 2019–2020  |
| Celina alias ZCLINA                                   | Nala              | 7–8                 | 2019–2020  |
| Nika Sophie                                           | Madison           | 4–5, 7–9, 11        | 2019–2021  |
| Chany Dakota                                          | Olivia            | 6, 13               | 2020–2021  |
| Nona Kanal                                            | Lorena            | 6–12                | 2020–2021  |
| Camila Minicuta                                       | Frau Bra          | 6–9, 12–13          | 2020–2021  |
| Shirin Gosh                                           | Hortensia         | 6–7, 13             | 2020–2021  |
| Paola Parente alias Paolasclips                       | Fatima            | 6–9, 11–13          | 2020–2021  |
| Maribel Lorberg alias marrilor                        | Tesla             | 6–7                 | 2020       |
| Vanessa Laura                                         | Tesla             | 8                   | 2020       |
| Lina BMN                                              | Cordula           | 6, 8–9              | 2020       |
| Loris                                                 | Alessio           | 7                   | 2020       |
| Sebastian Meyer                                       | Rewinside         | 2, 7                | 2019–2020  |
| Jan Zimmermann und Tim Lehmann alias Gewitter im Kopf | Hausbesitzer      | 7, 13               | 2020–2021  |
| Daniel Gatzke                                         | Detektiv          | 7                   | 2020–2021  |
| Daniel Gatzke                                         | Forscher          | 8                   | 2020–2021  |
| Daniel Gatzke                                         | Penemue           | 13                  | 2020–2021  |
| Marvin Holm                                           | Puck              | 8                   | 2020       |
| Tim alias Twenty4Tim                                  | Rich Hard         | 8, 13               | 2020–2021  |
| Tim alias Twenty4Tim                                  | Luca              | 10                  | 2020–2021  |
| Isabell Milz alias itsmisabell                        | Sophia            | 8, 13               | 2020–2021  |
| Annika Jung                                           | Madama Laurent    | 8                   | 2020–2021  |
| Annika Jung                                           | Frau Amsel        | 10–11, 13           | 2020–2021  |
| Adriana Burova alias adiisworld                       | Grace             | 9, 13               | 2020–2021  |
| Aaron Troschke                                        | Doktor Lost       | 9                   | 2020–2021  |
| Aaron Troschke                                        | Aaron Troschke    | 11                  | 2020–2021  |
| Diana                                                 | Klara             | 10                  | 2021       |
| Maxine Reuker alias maxinereu                         | Paris             | 10–12               | 2021       |
| Ben Mood                                              | Herr Storch       | 10–11               | 2021       |
| Zoe Liss                                              | Pixel             | 10–11               | 2021       |
| Emir-Han Bayrak                                       | Taylor            | 10                  | 2021       |
| Bene Schulz                                           | John              | 10–11               | 2021       |
| Larissa Neumann alias tigerlariz                      | Cherry            | 11–12               | 2021       |
| Gina Maria                                            | Gina              | 11                  | 2021       |
| Sydney Amoo                                           | Cornelius         | 12                  | 2021       |
| Melissa Minh                                          | Siri              | 12                  | 2021       |
| Pia Carina                                            | Peach             | 12                  | 2021       |
| PAULA UNLABELED                                       | Noemi             | 1. / 2. Generation  | 2024       |

Gastauftritte (Auswahl)
- Rewinside (Staffel 2, 7)
- OrangeMorange (Staffel 2)
- El Margo (Staffel 4)
- Johannes Luckas (Staffel 6)
- Gewitter im Kopf-Duo Jan und Tim (Staffel 7, 13)
- Aaron Troschke (Staffel 9, 11)

## Produktionsstab
Während die ersten beiden Staffeln durch die Webvideoproduzenten Jonas Ems und Jonas Wuttke produziert wurden, wird die Webserie seit der dritten Staffel durch die im Juni 2019 neugegründeten moonvibe GmbH produziert. Gründer und Geschäftsführer des Unternehmens sind Ems und Wuttke. Seit der vierten Staffel ist Felix Parker ebenfalls an der Produktion beteiligt. Parker ist bereits ab der ersten Staffel als Aufnahmeleitung tätig. Die Aufnahmeleitung der achten Staffel übernahm Christoph Manderscheid.
Für Dramaturgie und Regie sind die Produzenten Jonas Ems und Jonas Wuttke zuständig, bei der sechsten Staffel wurden sie durch Theresa Geissinger als Co-Regisseurin unterstützt. Geissinger ist seit der siebten Staffel für die Social-Media-Konten der Serie verantwortlich. In der neunten Staffel gehörte Gerrit Maybaum ebenfalls zum Regie-Team. Während Felix Parker in den ersten beiden Staffeln alleine für den Schnitt verantwortlich war, wurden die Episoden der dritten Staffel durch Parker und Paul Lendzian geschnitten. Seit der vierten Staffel ist Tobias Wacker für den Schnitt zuständig. Als Kameramänner fungieren Paul Lendzian seit der ersten Staffel und Christoph Manderscheid in der neunten Staffel. Ebenfalls als Kameramann tätig waren in der ersten Staffel Daniel Helgert sowie von der zweiten bis achten Staffel Tobias Wacker.

## Produktion und Veröffentlichung
Die ersten beiden Staffeln wurden in Brandenburg gedreht. Während die Dreharbeiten für die erste Staffel im Februar 2019 auf einem Ferienhof in Rheinsberg stattfanden, wurde die zweite Staffel im April 2019 im Schloss Glowe in Friedland gedreht. Die erste Staffel wurde ab dem 4. März 2019 auf dem Videoportal YouTube veröffentlicht. Während acht der zehn Folgen der ersten Staffel auf dem gleichnamigen YouTube-Kanal zum Abruf bereitstehen, wurden die zweite und achte Folge auf den YouTube-Kanälen von Jonas Ems und Jonas Wuttke veröffentlicht. Alle acht Folgen der zweiten Staffel wurden ab dem 3. Mai 2019 auf dem gleichnamigen YouTube-Kanal veröffentlicht. Bei beiden Staffeln waren montags und freitags jeweils eine neue Folge abrufbar.
Die dritte Staffel wurde im Juni 2019 im Wintersportort Les Carroz d'Arâches in der französischen Gemeinde Arâches-la-Frasse gedreht. Erstmals fand die Erstveröffentlichung beim Video-on-Demand-Anbieter Joyn statt. Alle zwölf Folgen wurden am 22. Juli 2019 zum Abruf bereitgestellt. Da Joyn jedoch nur in Deutschland verfügbar ist, konnten ausländische Zuschauer die Webserie erst in der Zweitverwertung abrufen. Diese begann auf dem gleichnamigen YouTube-Kanal am selben Tag, wobei montags, mittwochs und freitags jeweils eine neue Folge veröffentlicht wurde.
Im September 2019 wurde bekannt, dass das Medienunternehmen Pantaflix die vierte und fünfte Staffel der Webserie im neuen Advertising-Video-on-Demand-Angebot veröffentlichen wird. Während die Dreharbeiten für die vierte Staffel im September 2019 in Warschau, Polen stattfanden, wurde die fünfte Staffel im November 2019 in Prag, Tschechien gedreht. Erstere wurde vom 10. bis zum 31. Oktober 2019 jeden Donnerstag und letztere vom 6. bis zum 27. Dezember 2019 jeden Freitag auf Pantaflix veröffentlicht. Es wurden jeweils drei neue Folgen zum Abruf bereitgestellt. Die Zweitverwertung auf dem gleichnamigen YouTube-Kanal begann für die vierte Staffel am 14. Oktober 2019 und für die fünfte Staffel am 9. Dezember 2019. Erneut wurden jeweils eine neue Folge montags, mittwochs und freitags veröffentlicht.
Joyn sicherte sich die Erstverwertungsrechte der sechsten Staffel und veröffentlichte alle zwölf Folgen der Staffel am 2. März 2020. Die Dreharbeiten der sechsten Staffel fanden im Februar 2020 in Galhausen, Belgien statt. Die Zweitverwertung auf dem gleichnamigen YouTube-Kanal begann am selben Tag, wobei montags und freitags jeweils eine neue Folge zum Abruf bereitsteht. Darüber hinaus lizenzierte Studio71, ein Schwesterunternehmen von Joyn, die Staffeln 7 bis 9 direkt von moonvibe. Die kommenden Staffeln, die jeweils wie die vorherigen Staffeln zwölf Episoden enthalten werden, sollen in den nächsten zwölf Monaten im Quartalsrhythmus veröffentlicht werden. Die siebte Staffel wurde schließlich im Mai 2020 in Westerwald gedreht und am 22. Juni 2020 seitens Joyn veröffentlicht. Ende August bzw. Anfang September 2020 wurde in Belgien die achte Staffel gedreht sowie am 28. September 2020 bei Joyn veröffentlicht. Die neunte Staffel wurde in Tirol im November 2020 gedreht. Die Veröffentlichung fand am 4. Dezember 2020 weiterhin auf Joyn statt.
Ende Januar 2021 wurde die Serienverlängerung um vier weitere Staffeln bekannt. Die 10. bis 13. Staffel sollen, wie die vorherigen Staffeln, weiterhin auf Joyn veröffentlicht werden.

## Kritik
Philipp Walulis äußerte in seiner Websendung Walulis, dass Krass Klassenfahrt als Webserie gut produziert sei. Die Macher hätten sehr genau verstanden, wie eine Scripted-Reality-Soap funktioniert. Außerdem lebe die subtile Parodie von der detaillierten Ausarbeitung, wie bei der ProSieben-Mockumentary Alles in Ordnung – Mit dem Wahnsinn auf Streife. Lisa Ludwig lobt ebenfalls die Webserie im Magazin Vice. Die Webserie sei richtig unterhaltsam. Die Ernsthaftigkeit, die die Darsteller ihren Charakteren auch bei den absurdesten Storylines entgegenbringen, erinnere stark an die Netflix-Mockumentary American Vandal. Krass Klassenfahrt beweise, dass Influencer nicht immer unlustig sind.